# West Memphis
West Memphis és una població dels Estats Units a l'estat d'Arkansas. Segons el cens del 2000 tenia 27.666 habitants.

## Demografia
Segons el cens del 2000, West Memphis tenia 27.666 habitants, 10.051 habitatges, i 7.136 famílies. La densitat de població era de 403,2 habitants/km².
Dels 10.051 habitatges en un 36,7% hi vivien nens de menys de 18 anys, en un 40,4% hi vivien parelles casades, en un 25,1% dones solteres, i en un 29% no eren unitats familiars. En el 24,8% dels habitatges hi vivien persones soles el 8,6% de les quals corresponia a persones de 65 anys o més que vivien soles. El nombre mitjà de persones vivint en cada habitatge era de 2,7 i el nombre mitjà de persones que vivien en cada família era de 3,23.
Per edats la població es repartia de la següent manera: un 31,5% tenia menys de 18 anys, un 9,8% entre 18 i 24, un 28,2% entre 25 i 44, un 20,1% de 45 a 60 i un 10,5% 65 anys o més.
L'edat mediana era de 31 anys. Per cada 100 dones de 18 o més anys hi havia 79,9 homes.
La renda mediana per habitatge era de 27.399 $ i la renda mediana per família de 32.465 $. Els homes tenien una renda mediana de 29.977 $ mentre que les dones 21.007 $. La renda per capita de la població era de 13.679 $. Entorn del 23,7% de les famílies i el 28,3% de la població estaven per davall del llindar de pobresa.

## Poblacions més properes
El següent diagrama mostra les poblacions més properes.